# ليونارد جونسون
ليونارد جونسون (بالإنجليزية: Leonard Johnson)‏ هو لاعب كرة قدم أمريكية أمريكي، ولد في 30 مارس 1990 في كليرواتر في الولايات المتحدة.

## وصلات خارجية
- ليونارد جونسون على موقع مرجع كرة القدم المحترفة.كوم (الإنجليزية)